# 拉赫馬爾區
31°56′N 2°16′E / 31.933°N 2.267°E

拉赫馬爾區（阿拉伯语：‎），是阿爾及利亞的行政區，位於該國西部，由貝沙爾省負責管轄，首府設於拉赫馬爾，面積3,220平方公里，2008年人口3,574，人口密度每平方公里1.1人。